# Gezginler Kulübü
Gezginler Kulübü (dt.: Club der Reisenden) ist der Name eines türkischen Vereins von Weltenbummlern, dessen Mitglieder sich am ersten Mittwoch jedes Monats im Armada Hotel in der Nähe des Sultan-Ahmet-Platzes in Istanbul treffen. Sinn dieser Treffen ist es, sich Vorträge zum Thema „Reisen“ anzuhören sowie der Erfahrungsaustausch. Zu diesen Veranstaltungen werden in der Regel berühmte Reisende, Schriftsteller, Journalisten, Dichter und Künstler eingeladen, die meist selbst einen kleinen Vortrag halten oder ein kleines Konzert geben. Diese Veranstaltungen stehen in der Regel je nach verfügbaren Plätzen auch allen interessierten Nichtmitgliedern offen. Allerdings wird von Nichtmitgliedern ein symbolischer Kostenbeitrag erwartet. Dem Verein gehört ein Klubhaus im Istanbuler Stadtviertel Sultan Ahmet und ein Gästehaus im Viertel Dolapdere in der Nähe des Taksim-Platzes. Das Konsulat von Benin befindet sich auch im Klubhaus.

## Vereinsgründung
Der Verein wurde am 18. November 1998 gegründet. Die Gründungsmitglieder waren der Ehrenkonsul Orhan Kural,  Nadir Paksoy, der Sänger Barış Manço und der Journalist Coşkun Aral.
Anlässlich der bevorstehenden Gründung wurde am 29. September 1998 ein Straßenfest mit Hunderten von Gästen veranstaltet. Unter ihnen war auch der damalige türkische Oppositionsführer und Parteivorsitzende der CHP Deniz Baykal.

## Mitglieder
Das Mitgliederprofil umfasst Menschen aus allen Bereichen der Gesellschaft wie Botschafter, Taxifahrer, Geschäftsleute, Autoren, Doktoren, Hausfrauen und junge Rucksacktouristen, die alle die Lust am Reisen verbindet. Am 31. März 2006 zählte der Verein 150 Voll- und 26 Ehrenmitglieder.
Zu den Ehrenmitgliedern gehören u. a. Ara Güler, ein bekannter türkisch-armenischer Fotograf und
der Patriarch von Konstantinopel Bartholomäus I.
Der Journalist Hüseyin Gökçe ist ein Mitglied und langjähriges Vorstandsmitglied.

## Vereinsziele
Der Verein hat es sich zum Ziel gesetzt, Informationen über verschiedenste Reiseziele zu sammeln und zu archivieren, um sie an Mitglieder weitergeben zu können. Aus diesem Grunde befindet sich im Klubhaus auch eine große Reisebücherei. Des Weiteren sollen freundschaftliche Kontakte mit ähnlichen Vereinen im Ausland aufgebaut und die Mitglieder untereinander bekannt gemacht werden.
Der Verein unterstützt außerdem Mitglieder, die Berichte über ihre Reisen schreiben wollen. Auch die Publikation von Reiseliteratur wird von der Institution übernommen.
Der Verein ist sehr ökologisch orientiert, worauf auch auf den Reisen und Veranstaltungen immer streng geachtet wird. Man versucht die Natur durch die Gruppenwanderungen und Ähnliches nicht zu sehr zu belasten und hat auch schon eine Broschüre über das Zusammenwirken von Reisen und Umwelt veröffentlicht.

## Vereinsreisebücher
Der Verein hat bisher zwei Bücher mit den Titeln Sefername 1 und Sefername 2(dt.: Reisebericht) herausgebracht, die gemeinschaftlich von Mitgliedern und Gastautoren geschrieben wurden. Auch wurde ein Gedichtband mit dem Titel Cevre Antology (dt.: Umweltanthologie) zum Thema Umwelt veröffentlicht. Des Weiteren wird jedes Jahr ein vereinsinternes Buch gedruckt. 9 Mitglieder des Vereins haben bisher ihre Reiseberichte veröffentlicht.

## Preise
Der Verein vergibt seit 2004 einen Preis zur Auszeichnung des besten Reise-Hörfunk- bzw. Fernsehprogramms.